# صلخد
صلخد (به عربی: صلخد) یک عوارض جغرافیایی در سوریه است که در شهرستان صلخد واقع شده‌است.

## خصوصیات
صلخد ۱۵٬۰۰۰ نفر جمعیت دارد و ۱٬۳۵۰ متر بالاتر از سطح دریا واقع شده‌است.